# HMS Truculent (P315)

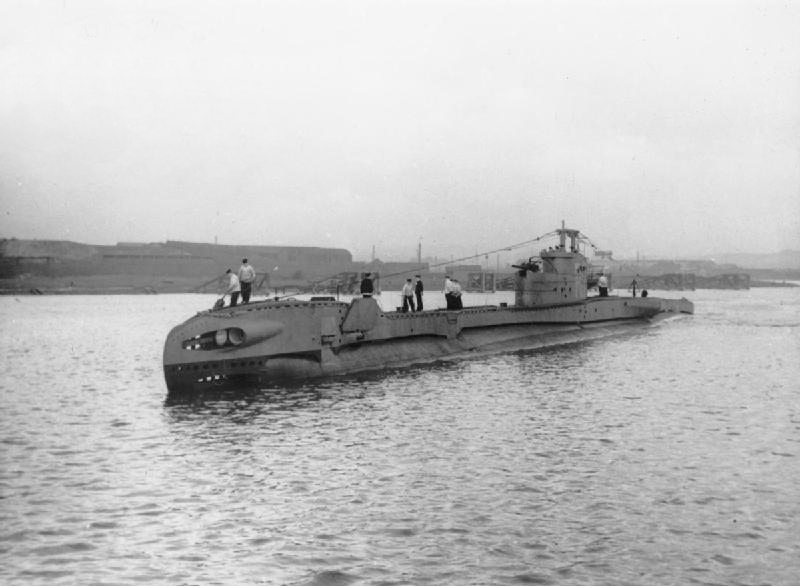
HMS Truculent.

HMS Truculent (P315)  var en brittisk ubåt som sjönk efter en kollision med det svenska tankfartyget SS Divina på Themsen i London den 12 januari 1950. Många av sjömännen lyckades ta sig från den påkörda ubåten men omkom i det iskalla vintervädret på de öar av lera som finns i Themsens mynning.
Sammantaget landade den slutgiltiga dödssiffran på 64 besättningsmän. Tio av de ombordvarande överlevde.